# Kobayashi Eitaku

Batalla de Tabaruzaka (1877). Autor: Sensai Eitaku (Kobayashi Eitaku)

Sensai Eitaku (鮮斎永濯, también conocido como  Kobayashi Eitaku, 小林 永濯) (Nihonbashi, 1843-Mukōjima, 1890) fue uno de los pintores, diseñadores e ilustradores japoneses más destacados del periodo Meiji, una época de experimentación que vería sus resultados durante la siguiente.

## Biografía
Eitaku nació en 1843, en Edo (江戸), en el actual Tokio. Fue el tercero de los hijos de Miura Kichisaburo, una vendedora de pescado en Nihombashi Vogashi. Por distintas circunstancias, Eitaku tuvo que ser adoptado por Kano Eishin. Su interés y formación como pintor empezó a una temprana edad; a los doce años fue admitido en la escuela de Kano Eitoku Tatsunobu. Varios años después sería contratado como pintor oficial de Li Naosuke, el señor de Hakone, gracias al cual consiguió el rango de samurai.

## Influencia y trabajo
Sensai Eitaku creó su propio estilo mezclando el de Nanga, Ming y de la pintura del estilo occidental. Durante el periodo de Meiji el arte occidental para los japoneses era un camino para renovarse y ajustarse a los nuevos tiempos. A pesar de todos estos estilos nunca olvidó lo aprendido en la escuela de Kano.
Los estilos japoneses muy usados por Eitaku fueron ukiyo-e (浮世絵, «pinturas del mundo flotante»), nishiki-e (錦絵, «estampa brocada») y e-hon (libros ilustrados japoneses que fueron muy famosos durante la época de este autor). El estilo ukiyo-e lo usó básicamente para la realización de impresiones en color, el nishiki-e para ilustrar periódicos (Kakusha Shinbun zukai no uchi, por ejemplo) y también mediante estas xiligrafías nishiki-e ilustró libros para niños que escribió el autor Hasegawa Takejiro junto a otros como Kawataba Goyo-kushô o Suzuki Kason. Otro estilo destacado de esta época es kuchi-e.
En cuanto a sus cuadros, los más destacados son Izanagi, Izanami y Cuerpo de una cortesana, formado por nueve cuadros.

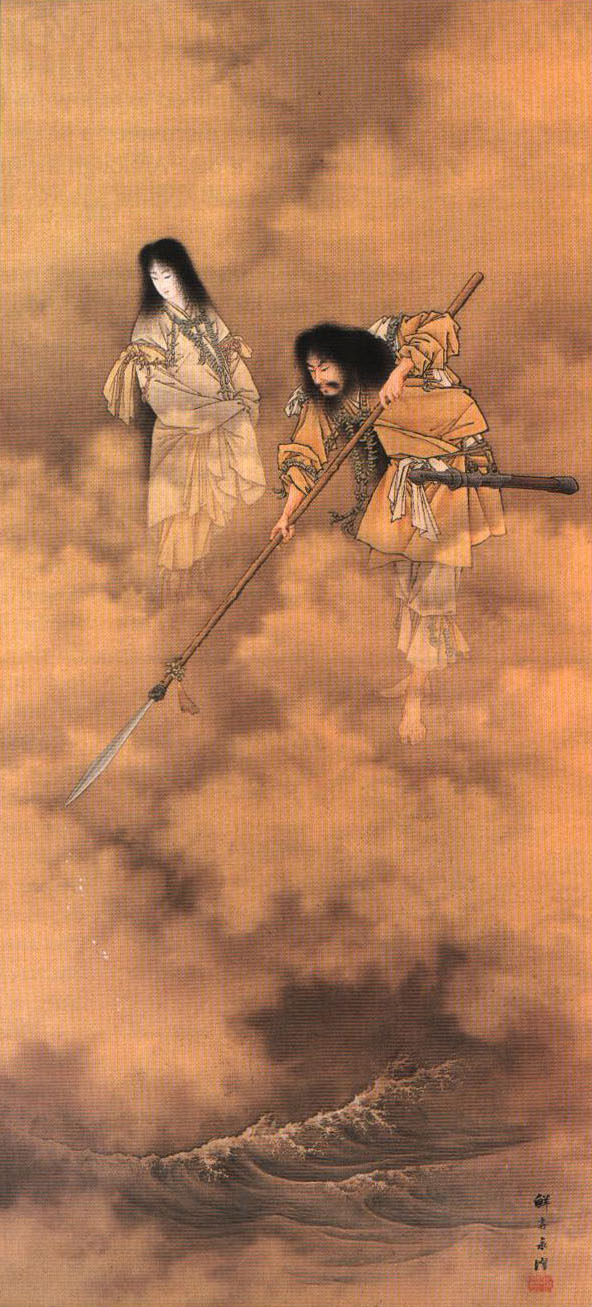
Izanagi and Izanami (c. 1885). Autor: Sensai Eitaku (Kobayashi Eitaku)